# Alchemilla hispidula
Alchemilla hispidula é uma espécie de rosácea do gênero Alchemilla, pertencente à família Rosaceae.